# Коски, Вилле
Вилле Алекси Юканпойка Коски (фин. Ville Aleksi Jukanpoika Koski; род. 27 января 2002, Туусула, Южная Финляндия) — финский футболист, полузащитник клуба «Истра 1961» и сборной Финляндии.

## Клубная карьера
Коски — воспитанник клуба ПККУ. В 2018 году он дебютировал за основной состав. В 2019 году Коски подписал контракт с «Хонкой», где начал выступление за дублирующий состав. 12 сентября 2020 года в матче против РоПСа он дебютировал в Вейккауслиге за основной состав. 13 августа 2022 года в поединке против «Ильвеса» Вилле забил свой первый гол за «Хонку».

## Международная карьера
12 января 2023 года в товарищеском матче против сборной Эстонии Коски дебютировал за сборную Финляндии.